# Syren De Mer
Syren De Mer (Bellingham, Washington; 24 de junio de 1969) es una actriz pornográfica y modelo erótica estadounidense.

## Carrera
De Mer, nombre artístico de Shannon L. Pollock, nació en 1969 en Bellingham, Washington, y más tarde se trasladó a Yakima, donde se crio. Cursó sus estudios en la escuela secundaria y se trasladó a Seattle, donde asistió al Instituto de Arte de Seattle, y obtuvo una licenciatura en fotografía. Además, entró en el mundo del modelaje.
Como pasaban los años, comenzó a hacer gang bangs en la comunidad de swingers locales, y se forjó una muy buena reputación en el noroeste del Pacífico, además de trabajar con algunos fotógrafos para crear una carrera de adultos.
En 1994 conoció a su esposo, quien la introdujo en el BDSM. En 2005, De Mer lanzó su primer sitio web y, luego de tener a su segundo hijo comenzó a trabajar en la industria para adultos a tiempo completo. En el verano de 2006 firmó con la agencia de Seymore Butts, para posteriormente pasar a trabajar para Lisa Ann's Talent Management.

## Premios y nominaciones
| Año  | Ceremonia         | Resultado | Premio                                   | Trabajo              |
| ---- | ----------------- | --------- | ---------------------------------------- | -------------------- |
| 2001 | Premios AVN       | Nominada  | Mejor actriz                             | Les Vampyres         |
| 2001 | Premios AVN       | Nominada  | Mejor escena de sexo chico/chica         | Intimate Expressions |
| 2001 | Premios AVN       | Ganadora  | Mejor escena de sexo lésbico en grupo    | Les Vampyres         |
| 2002 | Premios AVN       | Nominada  | Mejor actriz                             | Taboo 2001           |
| 2003 | Premios AVN       | Nominada  | Mejor actriz                             | Les Vampyres 2       |
| 2003 | Premios AVN       | Nominada  | Mejor escena de sexo en grupo            | Les Vampyres 2       |
| 2003 | Premios AVN       | Ganadora  | Mejor escena de sexo lésbico en grupo    | Les Vampyres 2       |
| 2015 | Premios AVN       | Nominada  | Premio fan: MILF más caliente            | —                    |
| 2017 | Premios XBIZ      | Nominada  | Artista lésbica del año                  | —                    |
| 2017 | Premios XBIZ      | Nominada  | Mejor actriz de reparto                  | Vegas Sins           |
| 2017 | Premios XBIZ      | Ganadora  | Mejor escena de sexo en película lésbica | Road Queen 35        |
| 2018 | Premios XRCO      | Nominada  | Mejor Artista MILF                       | —                    |
| 2019 | Premios AVN       | Nominada  | Artista MILF/Cougar del año              | —                    |
| 2019 | Spank Bank Awards | Nominada  | Puppeteer of the Year                    | —                    |
| 2019 | Spank Bank Awards | Nominada  | Sovereign Dom of the Year                | —                    |
| 2019 | Spank Bank Awards | Nominada  | Two Peas in a Pod                        | —                    |
| 2021 | Premios AVN       | Nominada  | Artista MILF/Cougar del año              | —                    |
| 2023 | Premios XBIZ      | Nominada  | Artista MILF del año                     | —                    |
| 2024 | Premios XBIZ      | Nominada  | Artista MILF del año                     | —                    |